# Campanula willkommii
Campanula willkommii är en klockväxtart som beskrevs av Johanna A. Witasek. Campanula willkommii ingår i släktet blåklockor, och familjen klockväxter. Inga underarter finns listade i Catalogue of Life.